# ایبتسو، هوکایدو
ایبتسو، هوکایدو (به لاتین: Aibetsu, Hokkaido) یک سکونتگاه مسکونی در ژاپن است که در Kamikawa Subprefecture واقع شده‌است.

## خصوصیات
ایبتسو ۳٬۲۸۰ نفر جمعیت دارد.